# Imrich Tóth
Imrich Tóth (* 24. září 1958) je bývalý slovenský fotbalista.

## Fotbalová kariéra
V československé lize hrál za ZŤS Petržalka. V československé lize nastoupil ve 33 utkáních a dal 2 góly.

## Ligová bilance
| Ročník                                   | Zápasy | Góly | Klub          |
| ---------------------------------------- | ------ | ---- | ------------- |
| 1. československá fotbalová liga 1981/82 | 7      | 0    | ZŤS Petržalka |
| 1. československá fotbalová liga 1984/85 | 26     | 2    | ZŤS Petržalka |
| CELKEM                                   | 33     | 2    |               |